# Philip Sawyer
Philip George Sawyer (ur. 29 grudnia 1951 w Melbourne) – australijski kolarz torowy, olimpijczyk.
Reprezentował Australię na Letnich Igrzyskach Olimpijskich 1972, które odbyły się w Monachium.